# أوريان ويكاندير
أوريان ويكاندير  (بالسويدية: Örjan Wikander) عالم أثار كلاسيكي و التاريخ القديم سويدي. اهتماماته كانت تقنيات الماء القديمة، بلاط السقف القديم، التاريخ الأجتماعي لروما، الحضارة الإتروسكانية و علم النقائش.